# Chavurah

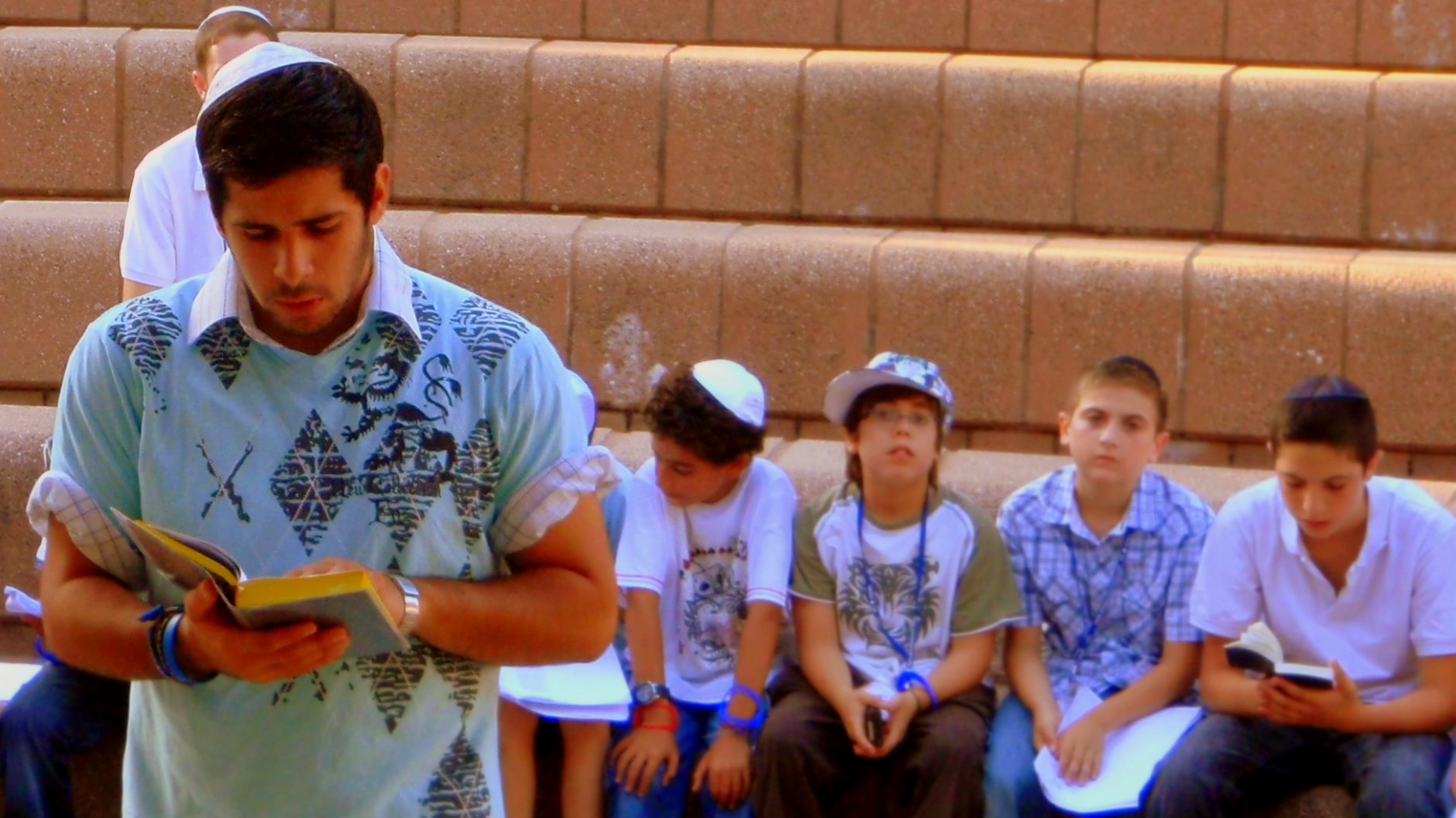
Giovani ebrei in preghiera, Israele 2009

Chavurah o havurah (ebraico: חבורה, "sodalizio" - plur. chavurot) è un gruppo ristretto di ebrei della stessa convinzione e proposito, che si riuniscono con lo scopo di facilitare i servizi di preghiera durante lo Shabbat e le festività ebraiche, condividendo le esperienze congregazionali come gli eventi del ciclo di vita ebraica, o l'apprendimento religioso. Le chavurot usualmente provvedono alternative autonome dalle varie istituzioni ebraiche esistenti e dalle diverse denominazioni confessionali ebraiche. La maggioranza delle chavurot pongono enfasi sull'egalitarismo nel senso lato (tra cui la condivisione indiscriminata tra i due sessi delle funzioni liturgiche e dei minian), a seconda della partecipazione della comunità relativa e del clero locale.

## Origini
La prima chavurah in America venne formata nel settembre 1960 a Whittier, in California. Tuttavia la maggioranza delle chavurot in America hanno avuto la loro origine in Nord America nelle contro-tendenze culturali ebraiche della fine anni 1960 e primi anni 1970. Durante questo periodo, gruppi di giovani rabbini, accademici e attivisti politici fondarono chavurot sperimentali per la preghiera e lo studio, in reazione a quello che percepivano come una pratica religiosa troppo istituzionalizzata e non spirituale. Inizialmente la principale fonte di ispirazione è stata la congregazione pietistica dei farisei e delle altre antiche sette ebraiche. Sebbene inizialmente la guida e certi servizi rituali fossero riservati ai soli uomini, la corrente femminista dell'epoca presto rese questi gruppi completamente integrati tra i sessi.

### Origine del termine
Il concetto di chavurah ha radici antiche. Il Talmud (Trattato Pesachim) usa il termine chavurah per identificare un gruppo di persone registrate per un singolo sacrificio di Pesach e che avevano tenuto insieme un Seder durante l'era del Tempio di Gerusalemme. Il Seder di Pesach è forse il primo gruppo rituale che (tradizionalmente) ha tenuto fuori della sinagoga un rito religioso che includa esperienze congregazionali, apprendimento religioso ebraico e la preghiera.

## Letteratura
A parte alcuni articoli provvisori su Response e altre riviste studentesche ebraiche, i primi chavurot hanno attirato poca attenzione nella maggior parte della comunità ebraica nordamericana. In seguito, nel 1973, Michael e Sharon Strassfeld pubblicarono The Jewish Catalog: A Do-It-Yourself Kit ("Il catalogo ebraico: un kit fai-da-te"). Modellato sulla controcultura recentemente pubblicata Whole Earth Catalogue, il libro serviva sia come base riferimento al giudaismo e alla vita ebraica americana, sia come compendio giocoso di artigianato ebraico, ricette, pratiche di meditazione e idee di azione politica, tutte rivolte a giovani adulti ebrei disillusi. "Il catalogo ebraico" divenne uno dei libri più venduti nella storia ebraica americana fino a quella data e generò due sequel. Presto emerse un movimento chavurah molto più diffuso, compreso lo chavurot autonomo all'interno delle sinagoghe riformate, conservatrici e ricostruzioniste.